# 径向集
在数学中，给定线性空间{\displaystyle X}上的一个集合{\displaystyle A\subseteq X}，如果对于所有{\displaystyle x\in X}，存在{\displaystyle t_{x}>0}，使得对任意{\displaystyle t\in [0,t_{x}]}有{\displaystyle x_{0}+tx\in A}，则称集合{\displaystyle A}在点{\displaystyle x_{0}\in A}处是径向的（英語：radial）。在几何上，这意味着，如果对任意{\displaystyle x\in X}，从{\displaystyle x_{0}}发出朝向{\displaystyle x}的线段落于{\displaystyle A}中（线段长度非零但可以依赖于{\displaystyle x}），则{\displaystyle A}在点{\displaystyle x_{0}}处是径向的。
若集合在某点是径向的，則称为該點為内点（英語：internal points）。在此意義下，子集{\displaystyle A\subseteq X}的所有內點的集合，稱為{\displaystyle A}的代数内部。
集合{\displaystyle A\subseteq X}是吸收集当且仅当其在0点处是径向的。一些作者使用径向集作为吸收集的同义词，他们称一个在0点处径向的集合为径向集。